# هشتمین مراسم جایزه انجمن بازیگران فیلم
 هشتمین مراسم جایزه انجمن بازیگران فیلم (به انگلیسی: 8st Screen Actors Guild Awards) به افتخار بهترین بازیگران فیلم و تلویزیون سال ۲۰۰۱ برگزار شد.

## نامزدی‌ها و جوایز

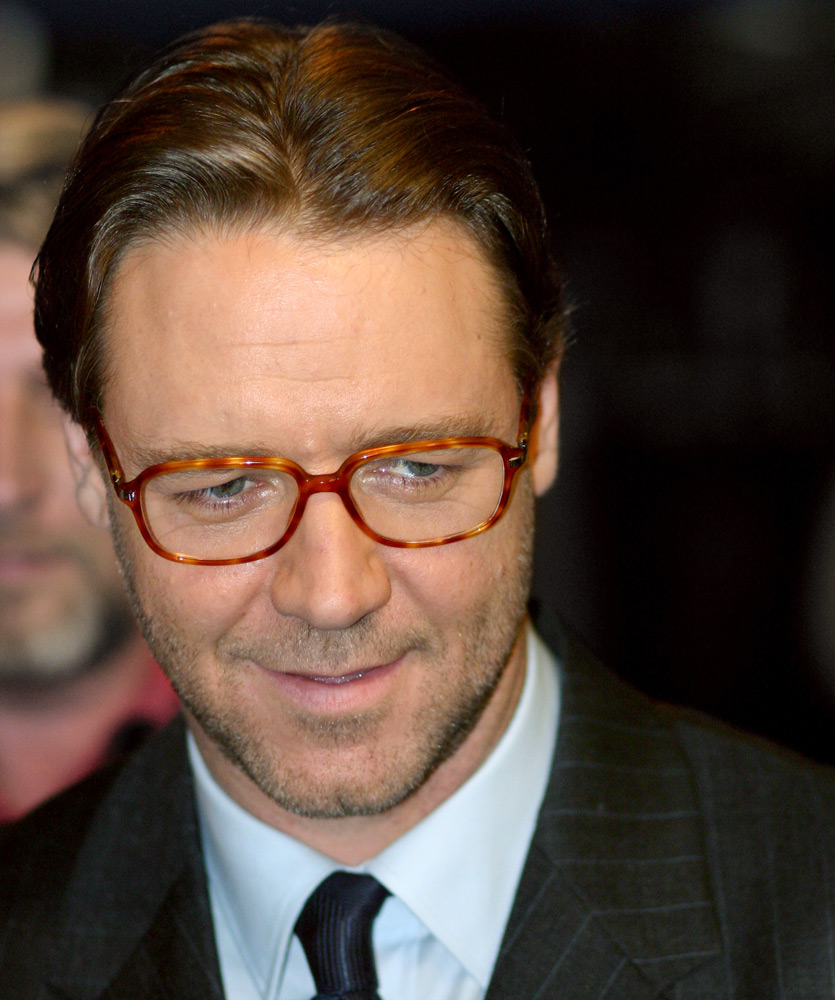
راسل کرو، برنده بهترین بازیگر مرد فیلم درام

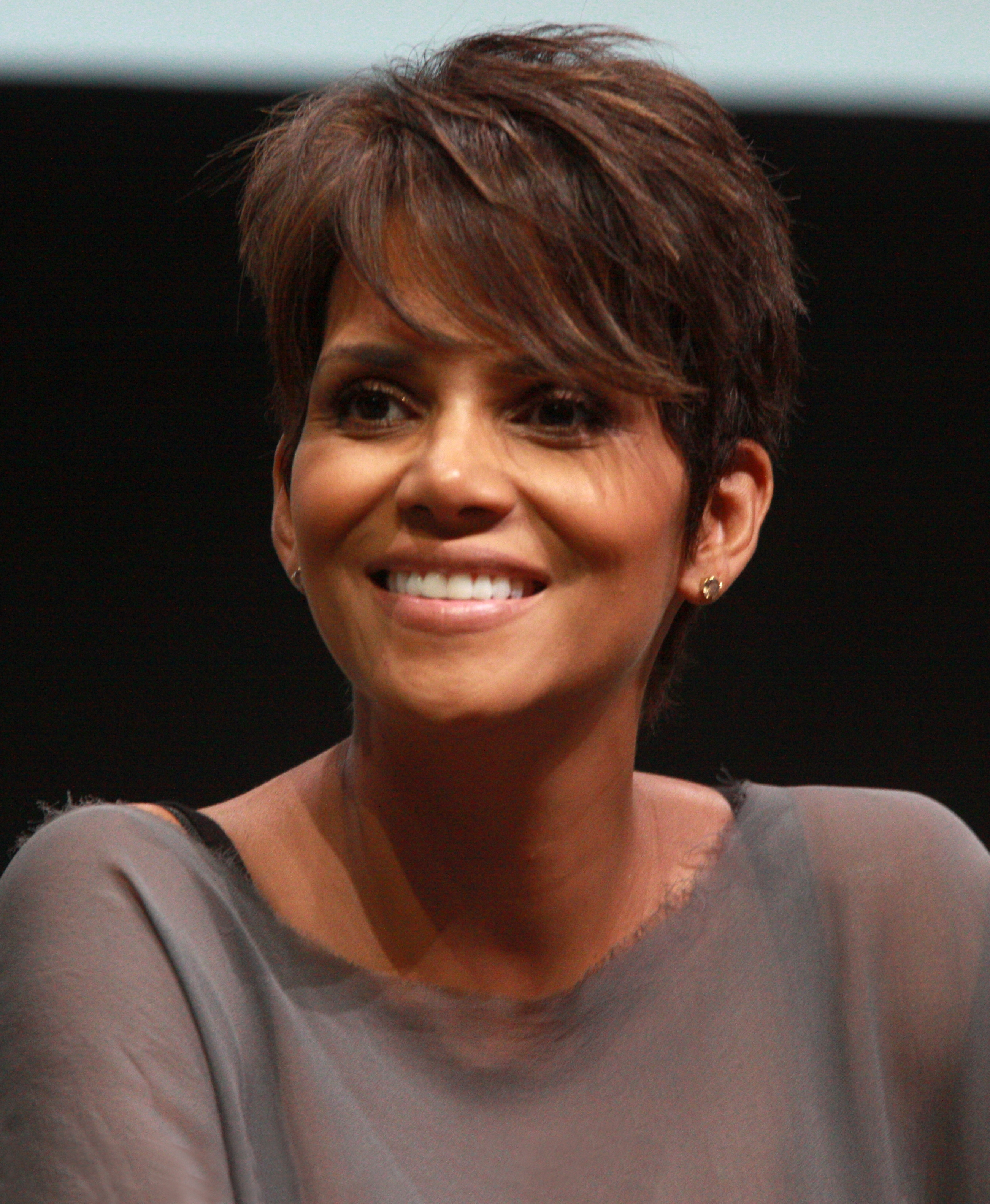
هلی بری، برنده بهترین بازیگر زن فیلم درام

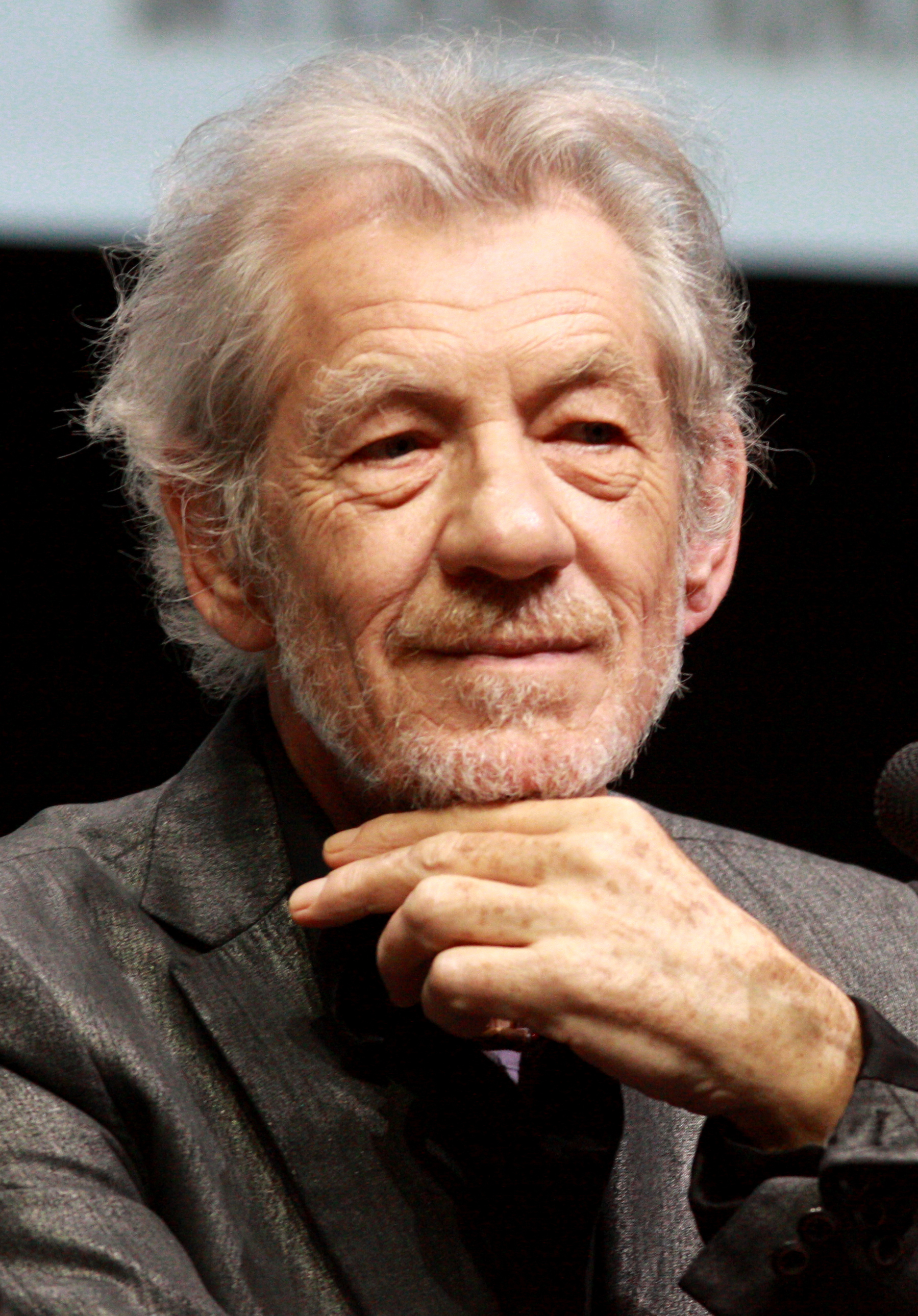
ایان مک‌کلن، برنده بهترین بازیگر مکمل زن فیلم درام

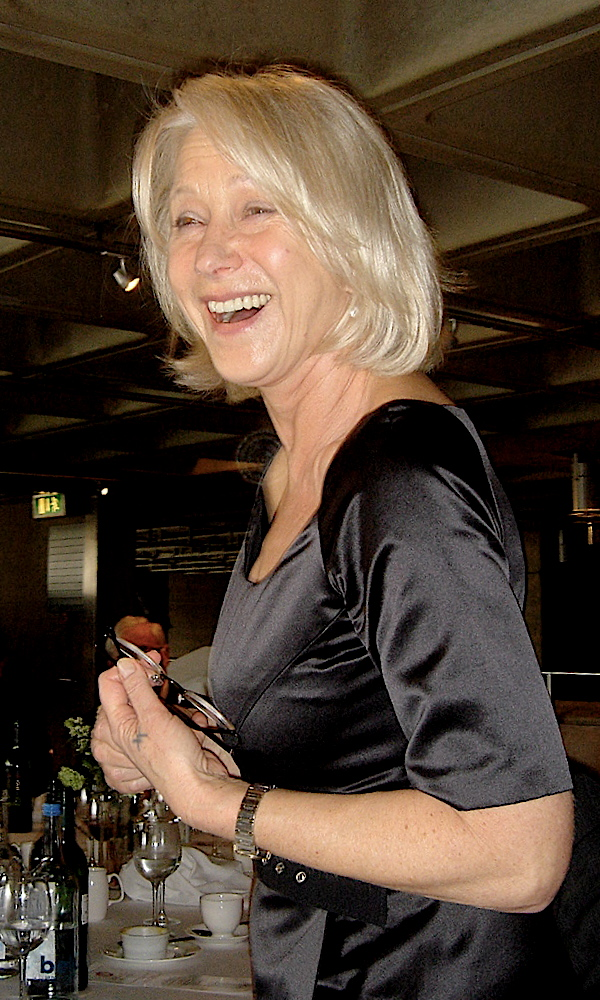
هلن میرن، برنده بهترین بازیگر مکمل زن فیلم درام

| راسل کرو      | برای فیلم |
| کوین کلاین    | برای فیلم |
| شان پن        | برای فیلم |
| دنزل واشنگتن  | برای فیلم |
| تام ویلکینسون | برای فیلم |

| هلی بری     | برای فیلم |
| جنیفر کانلی | برای فیلم |
| جودی دنچ    | برای فیلم |
| سیسی اسپیسک | برای فیلم |
| رنه زلوگر   | برای فیلم |

| ایان مک‌کلن     | برای فیلم |
| جیم برودبنت    | برای فیلم |
| هایدن کریستنسن | برای فیلم |
| ایتن هاک       | برای فیلم |
| بن کینگزلی     | برای فیلم |

| هلن میرن      | برای فیلم |
| کیت بلانشت    | برای فیلم |
| جودی دنچ      | برای فیلم |
| کامرون دیاز   | برای فیلم |
| داکوتا فانینگ | برای فیلم |

## برندگان مرد و زن سریال تلویزیونی

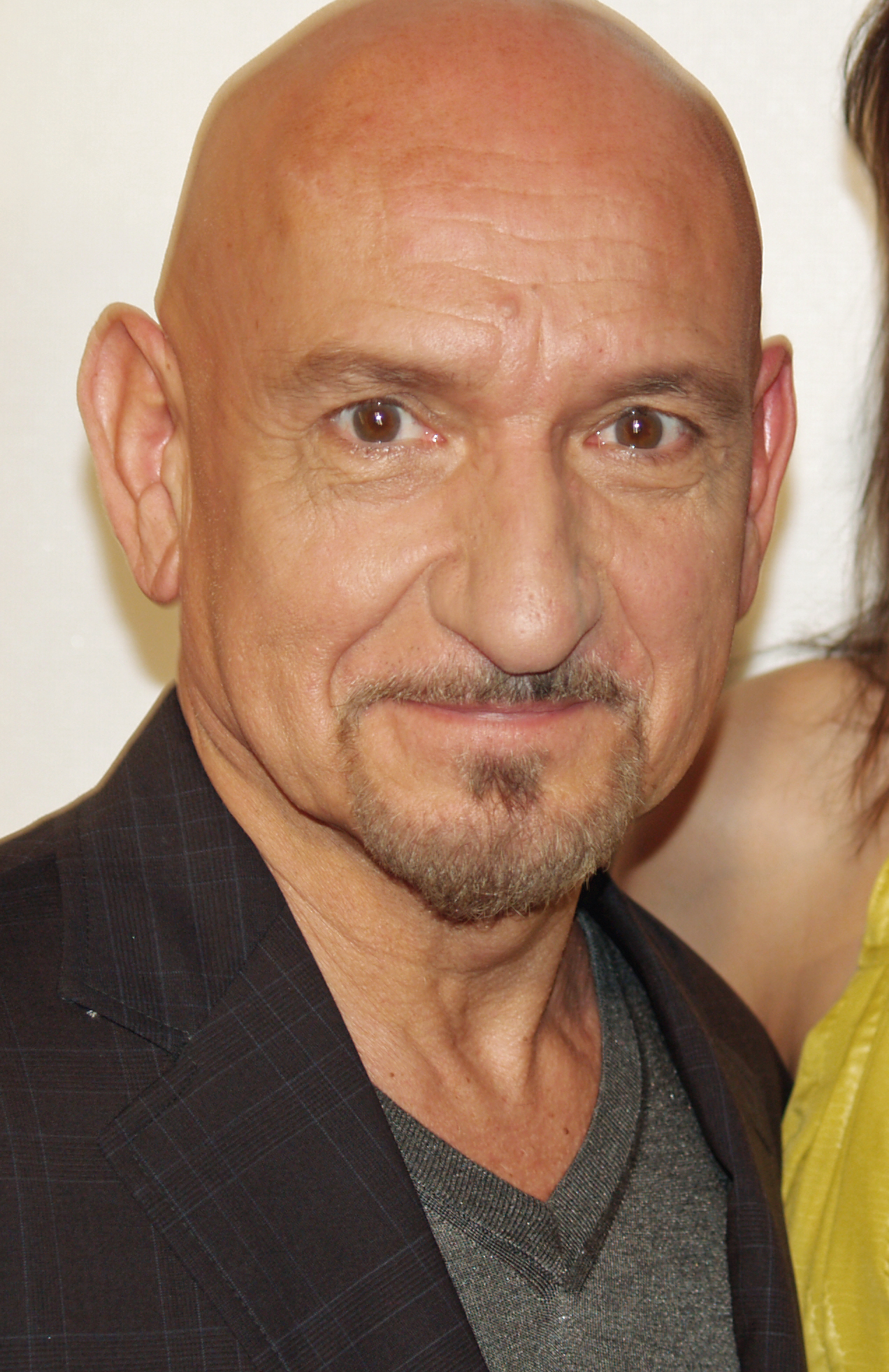
بن کینگزلی عملکرد فوق العاده توسط یک بازیگر مرد در یک مینی سریال یا فیلم تلویزیونی
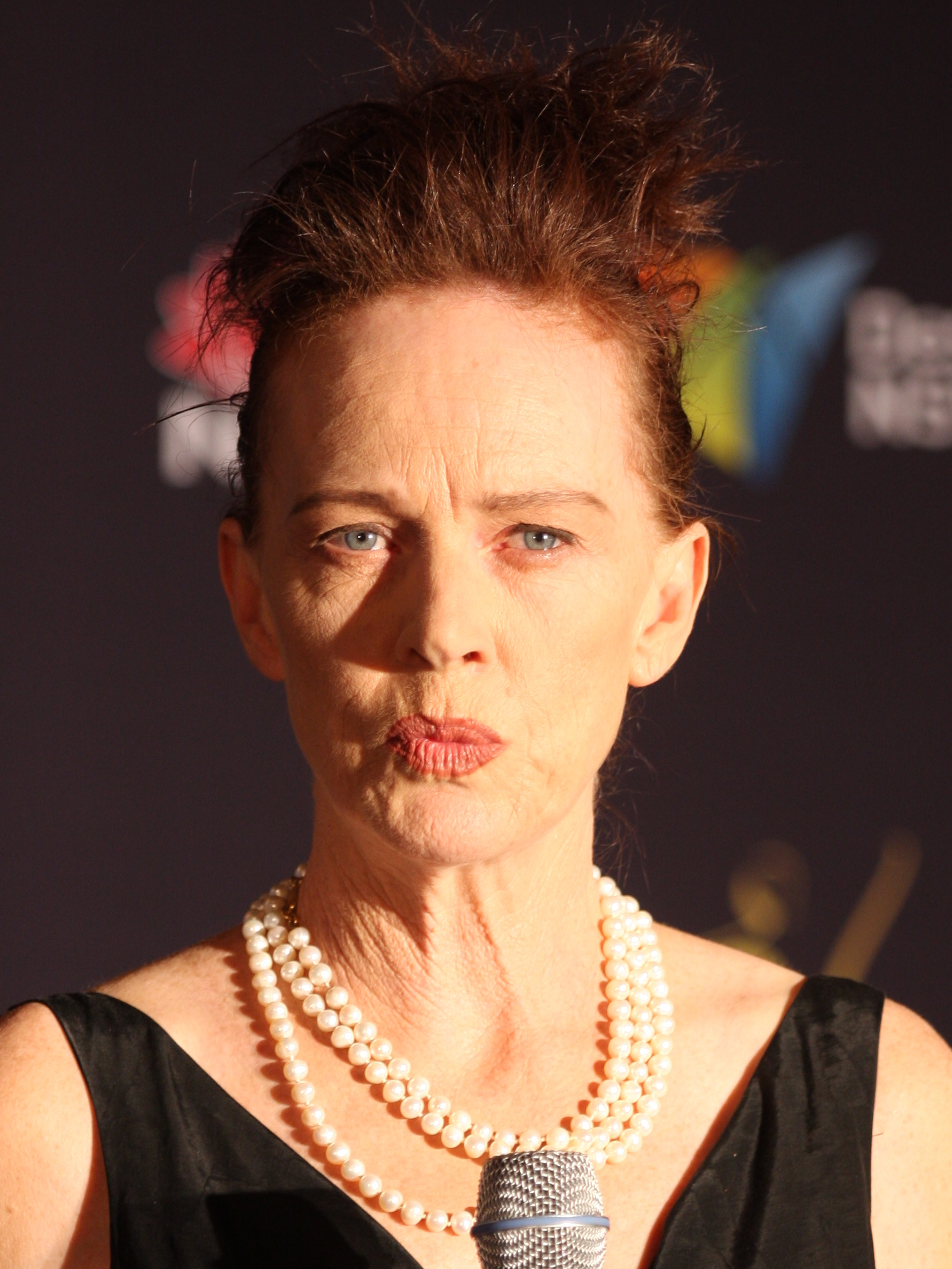
جودی دیویس عملکرد فوق العاده توسط یک بازیگر زن در یک مینی سریال یا فیلم تلویزیونی
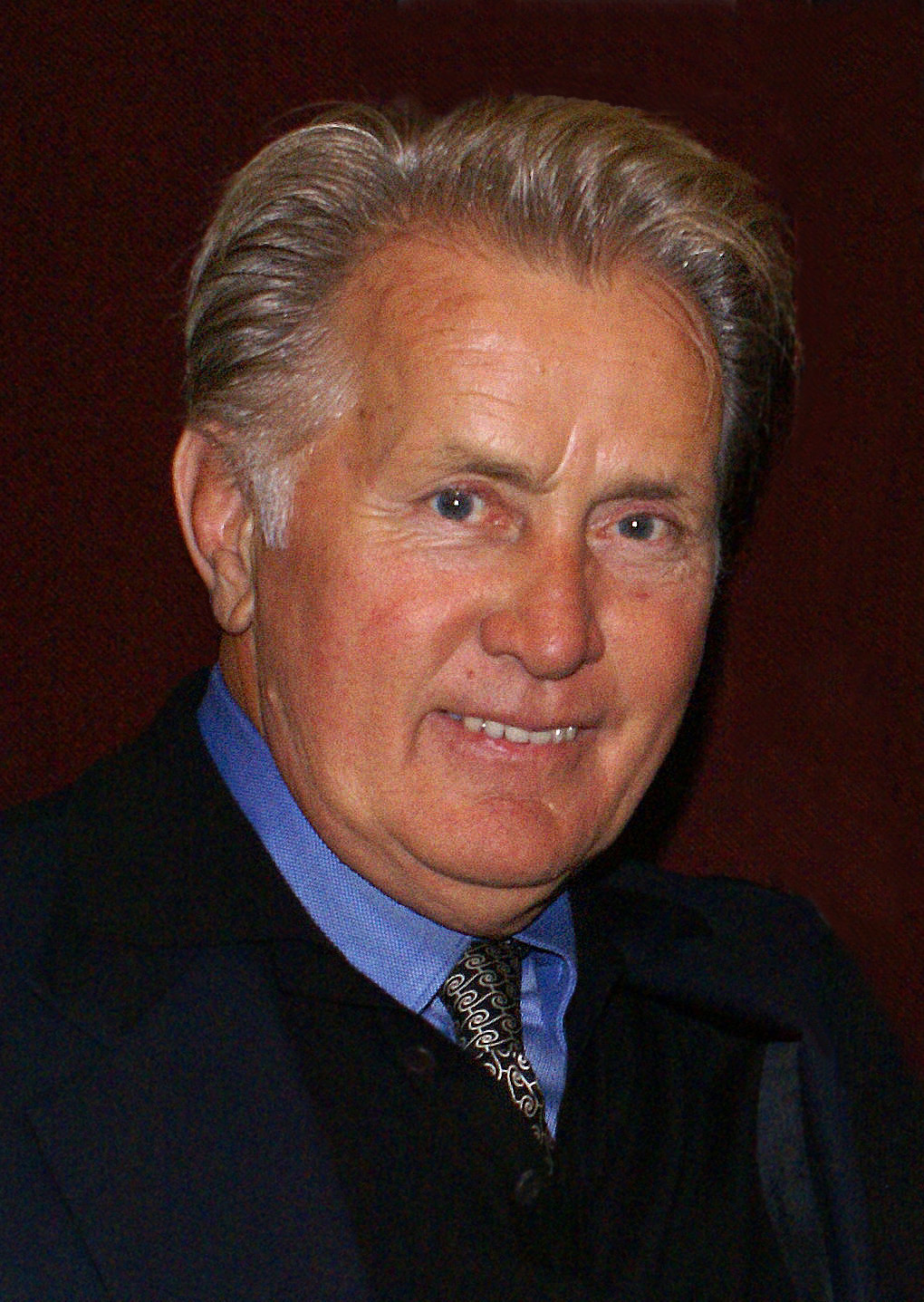
مارتین شین عملکرد فوق العاده توسط یک بازیگر مرد در یک سریال درام

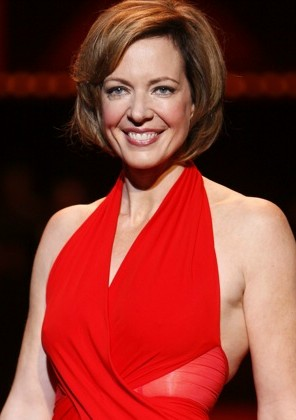
آلیسون جانی عملکرد فوق العاده توسط یک بازیگر زن در یک سریال درام
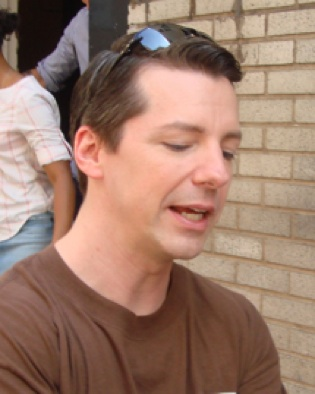
شان هایس (بازیگر) عملکرد فوق العاده توسط یک بازیگر مرد در یک سریال کمدی
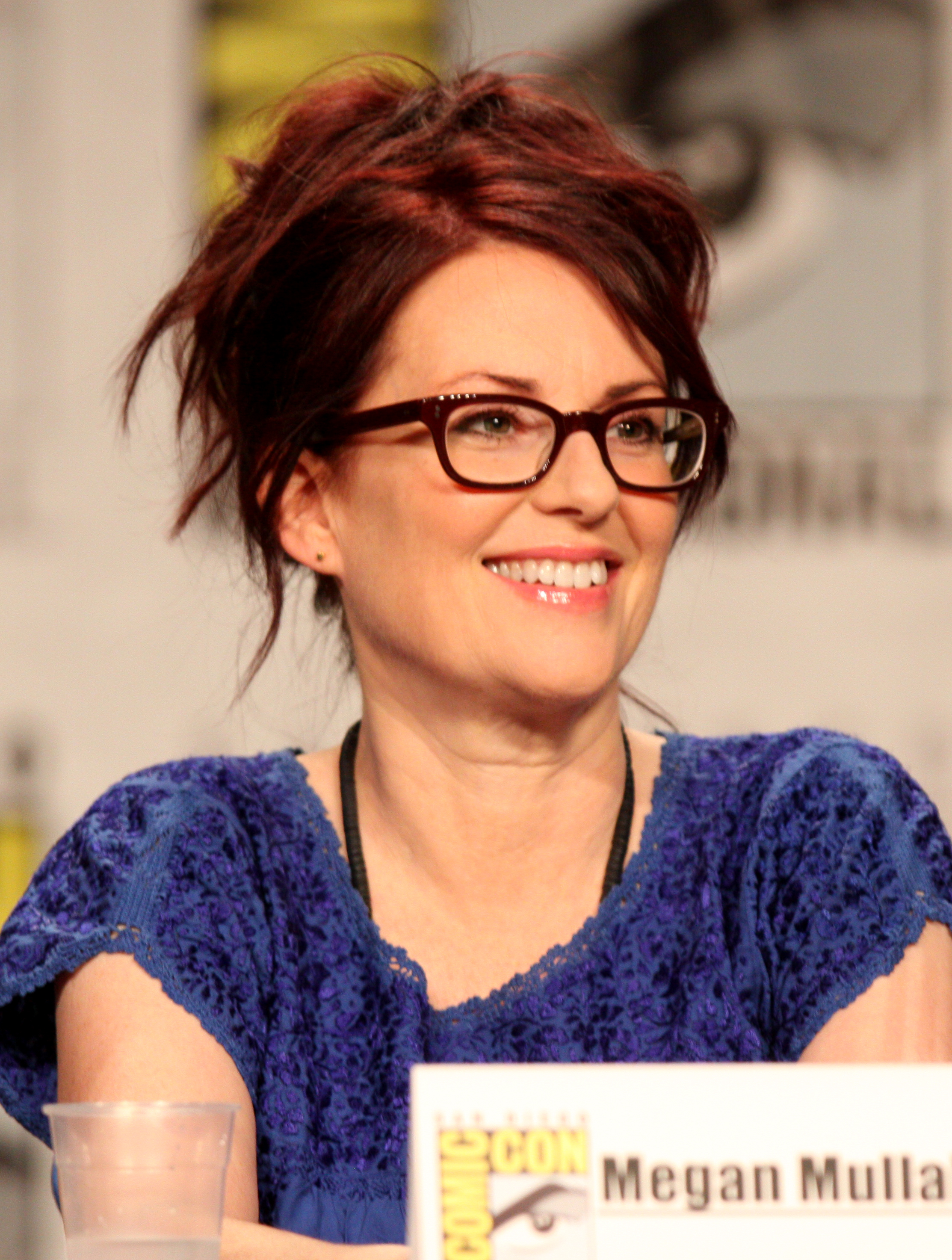
مگان مولالی عملکرد فوق العاده توسط یک بازیگر زن در یک سریال کمدی